# Балаур (динозавр)
Балаур (лат. Balaur) — род тероподных динозавров из клады паравесов, обитавших в конце мелового периода на территории нынешней Румынии. Включает единственный вид — Balaur bondoc. Первоначально был классифицирован как дромеозаврид, однако последующие исследования позволили предположить, что на самом деле балаур может быть крупным авиалом (то есть птицей в широком смысле этого слова).
Некоторые палеонтологи предполагают, что Balaur может быть младшим синонимом описанного по более фрагментарным остаткам Elopteryx, однако отмечают необходимость обнаружения дополнительных остатков для проверки данной гипотезы. В опубликованном в 2024 году описании нового материала об Elopteryx этот род был отнесён к авиалам, при этом отмечалась высокая вероятность синонимии с Balaur.

## Описание

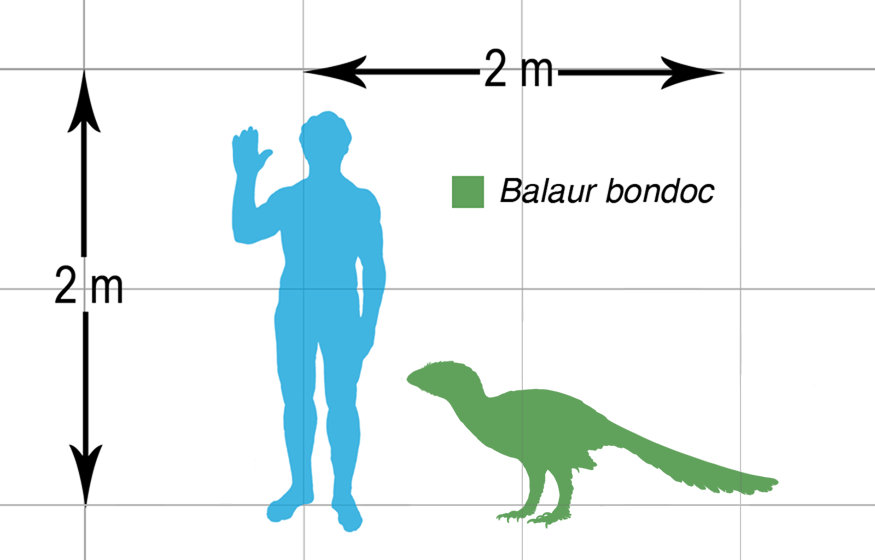
В сравнении с человеком

Остатки костей (голотип EME VP.313) обнаружены в 2009 году в верхнемеловых отложениях (маастрихтский ярус, около 70 млн лет) геологической формации Sebes Formation в местности Себеш в Румынии и описаны палеонтологом Zoltán Csiki из Университета Бухареста в августе 2010 года в соавторстве с другими учёными (Mátyás Vremir, Stephen Brusatte, Mark Norell). Были обнаружены фрагменты позвонков, рёбер, передних и задних конечностей, а также костей таза.
Родовое название происходит от слова Балаур, означающего в румынском фольклоре дракона, и вместе с видовым может быть переведено как «коренастый дракон».
По оценке Молины-Переса и Ларраменди 2019 года, Balaur bondoc (образец FGGUB R.1581) достигал 1,9 м в длину при высоте бёдер 55 см и массе 16 кг. Передние конечности были сильно редуцированы, тогда как на задних имелись крупные когти, которые, по мнению авторов описания вида, использовались для разрывания добычи. Другую версию о назначении когтей выдвинули в 2011 году Денвер Фаулер и его коллеги, пришедшие к выводу, что мезозойские паравесы могли охотиться подобно современным хищным птицам. Согласно данной точке зрения, динозавр запрыгивал на жертву, придавливая её своим весом, а затем, сохраняя равновесие благодаря хлопанью крыльями, крепко удерживал добычу серповидными когтями и поедал живьём.